# John Edward Aldred
John Edward Aldred (Lawrence, Massachusetts 15 mai 1864 - New York, 21 septembre 1945) est un homme d'affaires américain. Il est surtout connu pour avoir été l'âme dirigeante du développement de la Shawinigan Water and Power Company, une des deux grandes compagnies privées du secteur de l'électricité au Québec, durant la période précédant la nationalisation de l'électricité.
D'abord employé de banque, J. E. Aldred se fait connaître des milieux d'affaires de Boston, où il préside notamment le Puritan Trust. Familier du riche brasseur John Joyce, il participe à la fondation de la Shawinigan Water and Power Company (SWP) en 1898, en compagnie d'hommes d'affaires de Boston et de Montréal. Âgé de 34 à peine, Aldred, est nommé trésorier de la SWP  et en devient implicitement le patron. À compter de juin 1898, il rencontre des clients potentiels en Grande-Bretagne, en France, en Belgique, à New York et à Pittsburgh qui pourraient être attirés par le vaste potentiel hydraulique de la  rivière Saint-Maurice. Son démarchage auprès d'un manufacturier d'aluminium, la Pittsburgh Reduction Company et sa filiale Northern Aluminium Company — qui deviendra l'Alcan en 1925 — porte fruit et la construction d'une première centrale à Shawinigan peut commencer en août 1899. Lors de son inauguration en 1902, les deux groupes turbine-alternateur de la centrale produiront 10 000 hp.
Aldred gravit les échelons et devient président de la SWP à compter de 1908. Les contacts qu'il développe au cours des premières années de l'entreprise électrique lui permettent de lancer une firme de courtage, Aldred & Co. Active dans le financement des projets du groupe Shawinigan à compter de 1915, la firme d'Aldred est l'un des deux courtiers chargés des émissions d'obligations de l'entreprise sur les places de Londres, Paris et New York.
Aldred était collectionneur d'art. Vendue en 1940 à New York, sa collection comprenait au moins 25 peintures, des tapisseries, de la porcelaine et des antiquités.